# Cyrtandra chippendalei
Cyrtandra chippendalei är en tvåhjärtbladig växtart som beskrevs av John Horne och Charles Baron Clarke. Cyrtandra chippendalei ingår i släktet Cyrtandra och familjen Gesneriaceae. Inga underarter finns listade i Catalogue of Life.